# Фёдоров, Евграф Степанович
Евграф Степанович Фёдоров (10 [22] декабря 1853, Оренбург — 21 мая 1919, Петроград) — кристаллограф, минералог и математик.
Академик Российской академии наук, директор петербургского Горного института (1905—1910). Член организации «Земля и Воля».
Отец климатолога Е. Е. Фёдорова.

## Биография
Сын инженер-генерал-майора Степана Ивановича Фёдорова (ум. 1867) от брака с Юлией Герасимовной Ботвинко из города Вильно. В семье также росли сестра Мария, братья Александр и Евгений.
В 1862 году начал учиться в  Анненском реформаторском училище. С 1867 года, после смерти отца, стал вместе с братьями учиться во 2-й петербургской военной гимназии (с 4-го класса). Не окончив гимназии, в 1869 году сдал конкурсные экзамены в Петербургское военное инженерное училище и был принят ещё до достижения 16-летнего возраста. В 1872 году по окончании курса в чине подпоручика был направлен на военную службу в Белую Церковь — в 6-й сапёрный батальон.
Заинтересовавшись статьями по медицине, в 1874 году оставил военную службу и, вернувшись в Петербург, определился в медико-хирургическую академию — вольнослушателем, поскольку он не имел гимназического аттестата зрелости. В 1875 году перешёл вольнослушателем в Технологический институт, где прослушал курс химии и выполнил все лабораторные работы.
В 1876 году вступил в тайную организацию «Земля и Воля» и оставил институт. В 1877 году побывал во Франции, Бельгии, Германии, работал там типографским наборщиком, косильщиком на железной дороге, молотобойцем в кузнице. В том же году женился на Людмиле Васильевне Панютиной (1851—1936), вместе с которой на своей квартире стал издавать газету «Начало», или «Земля и Воля». Будучи противником террора, отошёл от народников и, увлёкшись кристаллографией, поступил в 1880 году на 3-й курс Горного института, который окончил в 1883 году первым по списку с занесением имени на мраморную доску. 
В 1883—1893 годах служил делопроизводителем и консерватором Геологического комитета. Одновременно в летние месяцы 1884—1890 годов проводил геологические исследования на Северном Урале. Материальные трудности заставили его переехать с семьёй на Урал, в Богословский горный округ, где в 1894 году он получил должность руководителя разведочных работ на Турьинских рудниках.
Был членом Санкт-Петербургского математического общества. В 1895 году был избран профессором геологии в Московском сельскохозяйственном институте. В 1896—1900 годах читал лекции в Петербургском горном институте, приезжая туда раз в неделю. В 1901 году был избран адъюнктом Академии наук по кафедре минералогии, но в 1905 году ушёл оттуда, не встретив поддержки в организации минералогического института.
В 1901 году по представлению В. И. Вернадского Московский университет присудил Е. С. Фёдорову степень доктора минералогии и геогнозии.
Во время первой русской революции были проведены первые (и последние) выборы директора Петербургского горного института. На эту должность был избран Евграф Степанович Фёдоров. Вторичное его избрание в 1910 году не было утверждено из-за «неблагонадёжности». Но до конца жизни он оставался в институте профессором кристаллографии и петрографии. Кроме этого он читал лекции в Институте им. П. Ф. Лесгафта. Также он был старшим петрографом Геологического комитета.
В 1919 году был избран действительным членом обновлённой Академии наук по отделению физико-математических наук (кристаллография). Но жизнь в революционном Петрограде была тяжёлой, не хватало еды и тепла. В феврале 1919 года Е. С. Фёдоров заболел воспалением лёгких, а 21 мая 1919 года скончался.
Е. С. Фёдоров был член-корреспондентом Баварской академии наук, почётным доктором Императорского Московского университета, почётным членом Московского сельскохозяйственного института и пр.

## Научный вклад
Первая фундаментальная работа Е. С. Фёдорова — «Начала учения о фигурах» (СПб.: тип. Имп. Акад. наук, 1885. — 279 с., 18 л. черт.) Она заключала в себе идеи большинства последующих его открытий в геометрии и кристаллографии. В 1885—1890 гг. он выполнил серию работ по структуре и симметрии кристаллов.
В работе «Симметрия правильных систем фигур» (СПб.: тип. А. Якобсона, 1890) был сделан строгий вывод всех возможных пространственных групп симметрии (фёдоровские группы), уточнённый в переписке с А. Шёнфлисом, который позднее признал приоритет русского учёного. Тем самым Фёдоров описал симметрии всего разнообразия кристаллических структур. В то же время он фактически решил известную с древности задачу о возможных симметричных фигурах. В некотором смысле Федоров завершил построение здания классической кристаллографии. Значение открытия Фёдорова можно проиллюстрировать тем, что все изученные до 80-х годов XX-го века кристаллические структуры укладывались в 230 открытых им пространственных групп и лишь в 1982 году были открыты новые типы структур, не укладывавшиеся в классическую кристаллографию (квазикристаллы и модулированные кристаллы).
В 1889 году он предложил проект двукружного (теодолитного) гониометра для измерения углов на кристаллах и новый способ изображения кристаллов при помощи стереографической сетки. В 1891 году он изобрёл универсальный прибор для кристаллооптических измерений — фёдоровский столик. В монографии «Теодолитный метод в минералогии и петрографии» (1893) Фёдоровым был впервые в мировой науке был описан универсальный теодолитный метод.
В 1891 году вышла книга «Краткое руководство по кристаллографии», выдержавшая несколько изданий (1891, 1897, 1901).
В последние годы жизни он разрабатывал некоторые вопросы «новой геометрии», в которой вместо точки в качестве основного элемента берут круги, шары, векторы, плоскости и другие геометрические образы. В 1907 году была напечатана книга, составленная на основе лекций, читавшихся Фёдоровым в Горном институте «Новая геометрия, как основа черчения» (СПб.: Экон. типо-лит., 1907). Им был предложен способ графического описания химического состава слюд, турмалинов, хлоритов и других минералов.

## Признание и память
- В 1894 году в Турьинских рудниках (ныне Краснотурьинск) открыт Фёдоровский геологический музей.
- С 1920 года на базе кафедр кристаллографии и минералогии Горного института проходили заседания Фёдоровского института, организованного в ЛГИ по инициативе проф. А. К. Болдырева.
- С 1944 года конференции[какие?] получили название «Фёдоровские сессии» и проводятся ежегодно. В 1953, 1969, 1991, 1999 и 2003 гг., а с 2006 г. — постоянно Фёдоровские сессии носили международный характер. Сейчас Фёдоровские сессии проводятся раз в два года. Их история подробно изложена в статье И. И. Шафрановского «Фёдоровская кафедра кристаллографии, Фёдоровский институт и Фёдоровские сессии» (в кн. Е. С. Фёдоров. Очерки, воспоминания современников, материалы. Труды Санкт-Петербургского Общества естествоиспытателей, сер.1, т.93., СПб, 1999, с.125-132).
  - Фёдоровские сессии на кафедре минералогии, кристаллографии и петрографии Санкт-Петербургского горного института: 2012, 2010, 2008, 2006.
- В 1944 году Академия наук СССР учредила премию имени Е. С. Фёдорова.
- На территории Европейского лазера на свободных электронах (Германия) есть улица Евграфа Фёдорова.

- В его честь назван минерал федорит[кат.][4].